# Canton de Javerlhac
Le canton de Javerlhac est un ancien canton français du département de la Dordogne. Il faisait partie du district de Nontron. Le canton avait pour chef-lieu Javerlhac (aujourd'hui Javerlhac-et-la-Chapelle-Saint-Robert).

## Histoire
Le canton de Javerlhac est créé en 1790 sous la Révolution en même temps que les départements. Il dépend du district de Nontron jusqu'en 1795, date de suppression des districts.
Lorsque ce canton est supprimé par la loi du 8 pluviôse an IX (28 janvier 1801) portant sur la « réduction du nombre de justices de paix », deux de ses communes (Étouars et Varaignes) sont rattachées au canton de Bussière-Badil, les six autres étant rattachées au canton de Nontron ; ces deux cantons dépendent alors de l'arrondissement de Nontron.

## Composition
Il était composé des huit communes suivantes :
- Le Bourdeix[2] ;
- La Chapelle Saint Robert[3] ;
- Etouard[4] ;
- Hautefaye[5] ;
- Javerlhac[1] ;
- Saint Martin le Peint[6] ;
- Teyjat[7] ;
- Varaigne[8].